# Unión Gremial
La Unió Gremial – Federació de Gremis i Associacions del Comerç Valencià es una entidad sin ánimo de lucro de ámbito autonómico creada en 1913. Actualmente está integrada por 103 entidades de la ciudad y de las provincias de Valencia e integra a personas autónomas y pequeñas y medianas empresas de comercio, industria, servicios y artesanos. Unión Gremial es también entidad fundadora de la Confederació de Comerciants i Autònoms de la Comunitat Valenciana (COVACO), L'Empresarial y UNECOM. 

## Objetivos
Unió Gremial funciona de instrumento interlocutor entre las pequeñas y medianas empresas, las administraciones públicas y los demás agentes sociales en todos sus niveles (municipal, autonómico y estatal). Además, aspira a recuperar el nivel de reconocimiento social del que ha disfrutado históricamente entre la sociedad valenciana. Por tanto, su principal objetivo es la defensa de las personas autónomas, de los pequeñas y medianas empresas y de sus intereses, así como aprovisionar de aquellos recursos necesarios para incrementar su competitividad y adaptación a los cambios del mercado.
Así, las entidades miembros de Unión Gremial comparten la creencia en la importancia del asociacionismo que potencia el grado de competitividad de la pequeña y mediana empresa y consigue economías de escala y políticas comunas de imagen y comunicación.

## Historia
La Unió Gremial se creó el mes de febrero del año 1913 por comerciantes, profesionales y manufacturas de la ciudad de Valencia y l'Horta. Desde el inicio mantuvieron un fuerte dinamismo en la defensa de los intereses del comercio y la pequeña industria valenciana frente al proteccionismo y la política arancelaria.
En 1917 promovió la primera Fira de Mostres de España donde una serie de eventos monográficos de los diferentes sectores industriales valencianos dan lugar a la actual Fira de València.
Acabada la Guerra Civil, con la dictadura, Unión Gremial fue disuelta, como la mayor parte de organizaciones empresariales y sindicatos, aunque no son disueltos todos sus gremios.
La democracia permite que se restauren los derechos y libertades de asociación y en 1977 Unió Gremial vuelve a restablecerse con rapidez gracias a las relaciones que se habían mantenido entre sus gremios. Inscrito con el número 2 en el registro empresarial del número 1 que es nuestro gremio de panaderos fundado en 1462.
A partir del final de los años 70 empieza la creación de asociaciones locales de comerciantes que, poco a poco, se van integrando en la Unió Gremial. Actualmente, las personas autónomas y empresarias asociadas a las entidades miembros de la UG superan los 10 000 puntos de venta que conjuntamente proporcionan empleo a más de 30.000 trabajadores.
A lo largo de su historia, Unió Gremial ha sido reconocida con numerosos galardones y premios tanto por parte de las instituciones valencianas como por la sociedad civil. Recibe el premio de centenario por la Fira de València en 2013.

## Innovaciones

### Responsabilidad social corporativa
Unió Gremial es una firme defensora de la asunción de políticas socialmente responsables por parte de sus entidades y empresas federadas. En este sentido, en colaboración con la Fundació per a l'Ètica en els Negocis i les Organitzacions (ETNOR) y la Conselleria de Comerç, se han promovido los estudios Una aproximació ètica al comerç valencià (2008) y Propostes per al desenvolupament del comerç ciutadà (2010).
Cuenta con un Libro blanco, unos estatutos con lenguaje inclusivo y mantiene la representación a todos los órganos de sus entidades.

### Ferias comerciales y actividades de las entidades federadas
Unió Gremial colabora activamente en la celebración de las ferias comerciales y otras actividades de promoción del comercio tradicional y formativas de las entidades federadas.

### Participación en congresos, cursos y jornadas
Los miembros de la Junta Directiva y del Gabinet Tècnic participan, a lo largo del año, en un importante número de actividades representativas de la sociedad valenciana organizadas por otras entidades.

### Campañas de animación comercial
En su ámbito territorial de actuación, Unión Gremial es la encargada de coordinar la participación de las entidades adheridas en las campañas de la Confederació. A lo largo del año 2014 han sido muchas las asociaciones y los gremios que han participado de la campaña conjunta con acciones tan diversas como la celebración del Dia de la Mare, sorteos, la promoción del valenciano, el inicio del curso escolar, Navidad...

### Colaboraciones con el Ajuntament de València
Unió Gremial mantiene una comunicación fluida y directa con el Àrea de Comerç del Ajuntament de València. Además del constante intercambio de información y la participación en diversos organismos (Observatori de Comerç, Junta de Districte de Ciutat Vella, etc.), la federación colabora en la difusión de todas aquellas campañas e informaciones que pueden ser de interés para el comercio asociado.

### NOU GREMIAL
Nou Gremial es un sistema mediante el cual de una manera facilísima cualquier comercio de la Comunidad Valenciana puede tener presencia en internet. En muchas ocasiones los comercios o tiendas de barrio no dan el salto a internet porque no saben por dónde empezar. Desde Nou Gremial podrán tener una tienda online rellenando 4 sencillos pasos. 
Además, Nou Gremial es también un marketplace, que es una tienda gigante dónde puedes encontrar todos los productos de todas las tiendas de la Comunidad Valenciana. Cualquier tienda podrá exportar y mostrar sus productos para tener una mayor visibilidad en Nou Gremial y posicionarse en lo más alto.

## Sectores
Los miembros de la Junta Directiva representan a Unió Gremial en diversos foros e instituciones en defensa de los intereses de la empresa tradicional:
Observatori del Comerç de la Comunitat Valenciana, órgano colegiado, consultivo y asesor en materia de comercio, adscrito a la Conselleria d'Indústria, Comerç i Innovació, en el cual están representados la administración, las organizaciones de comerciantes y las de consumidores.
Junta Arbitral de Consum de la Comunitat Valenciana, en la cual los directivos y técnicos de Unió Gremial participan como árbitros.
Ple de la Cambra de Comerç de València.
Comissió de Comerç Interior de la Cambra de Comerç de València.
Observatori del Comerç de l'Ajuntament de València.
Observatori de Comerç de l'Ajuntament de València.
Centro de Estrategias y Desarrollo (CeyD) del Ajuntament de València.
Junta Municipal de Ciutat Vella, del Ajuntament de València.
Patronat de Fira València, en calidad de entidad fundadora.

Además, consciente de la importancia de la coordinación del movimiento asociativo, Unió Gremial se integra en estructuras que defienden los intereses de la pequeña y mediana empresa en diferentes ámbitos:
- Confederació de Comerciants i Autònoms de la Comunitat Valenciana (COVACO)
- Foro de Comercio de Benicarló
- Fòrum Empresarial de pimes, microempreses i autònoms de la Comunitat Valenciana
- Federación Nacional de Asociaciones de Trabajadores Autónomos (ATA)

## Presidentes de UG
- 1913-1914 José Aupí Ballester
- 1914-1915 Lorenzo Dionis Casasús
- 1915-1936 José Grollo Chiarri[2]
- ? - ? Rosario Martínez Navarro
- 1934?-1936? Jaime Verdú Baldó
- 1977-1980 Benjamin Alberola Albert
- 1980-1983 José Antonio Micó Mas
- 1983-1986 José Mas Garcia
- 1986-1988 Juan Gimeno Vicente
- 1988-2004 Vicente Montaner Agustí
- 2004-2012 Encarna Sanchis Saez[3][4]
- 2012-2020 Francesc Ferrer Escrivà[5]
- 2020-2024 Juan Motilla Garcia[6]
- 2024 actualmente Mauro Lorenzo Gomez